# USS Roanoke (1855)
USS Roanoke – amerykański okręt z okresu wojny secesyjnej. Wszedł w skład United States Navy w 1857 roku, jako fregata żaglowa z pomocniczym napędem parowym typu Merrimack. Po przebudowie wszedł ponownie do służby w 1863 roku jako monitor. Wycofany ze służby w 1875 roku. Okręt nazwano imieniem rzeki ze wschodu Stanów Zjednoczonych. Był to pierwszy w historii okręt, mający więcej niż dwie wieże artyleryjskie.

## Projekt i budowa
Wodowanie jednej z sześciu fregat typu Merrimack, USS „Roanoke”, miało miejsce 13 grudnia 1855 roku w stoczni Norfolk Navy Yard. Podczas nieudanego wodowania jednostka zatonęła w pobliżu pochylni. Po wydobyciu z dna dokończono budowę. Okręt miał drewniany kadłub i żagle jako główny rodzaj napędu. Jako napęd pomocniczy wykorzystywano dwa tłokowe silniki parowe, dla których parę wytwarzały cztery kotły. Okręt wszedł do służby 4 maja 1857 roku. 
25 marca 1862 roku okręt wycofano ze służby i skierowano do stoczni  Novelty Iron Works, gdzie przeprowadzono jego gruntowną przebudowę na monitor. Prace polegały głównie na częściowym usunięciu znajdującej się ponad powierzchnią wody części kadłuba. Usunięto maszty ożaglowania, a na pokładzie zamontowano trzy obrotowe wieże artyleryjskie. Do burt i pokładu przymocowano płyty pancerne. 
Okręt ponownie wszedł do służby 29 czerwca 1863 roku.

## Dane taktyczno-techniczne

### Kadłub

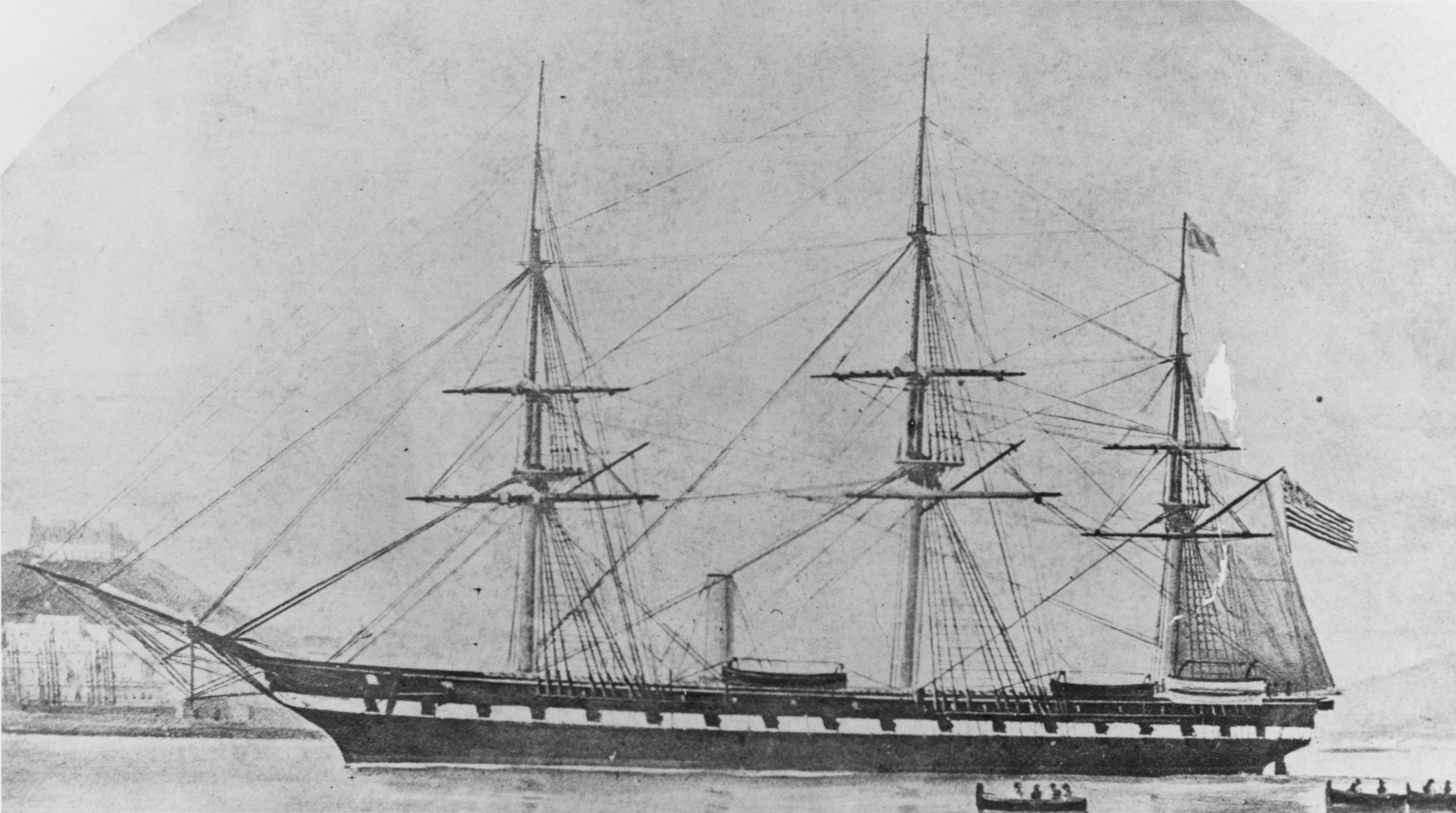
„Roanoke” przed przebudową na monitor

USS „Roanoke” został zbudowany w 1857 roku jako fregata żaglowa z pomocniczym napędem parowym o drewnianym kadłubie. Kadłub miał długość 80,77 m, szerokość 16,15 m. W 1862 roku rozpoczęła się przebudowa na monitor. W celu zamontowania na okręcie trzech wież artyleryjskich usunięto górne pokłady i obniżono burty. Do pozostałego pokładu przymocowano płyty pancerne, opancerzono także burty. Na dziobie okrętu z połączonych płyt pancernych stworzono rodzaj taranu. Całość opancerzenia i metalowych wzmocnień miała masę około 1000 ton. Dodatkowe obciążenie drewnianego kadłuba było przyczyną zwiększonego kołysania na morzu. Niewystarczająca stabilność kadłuba na morzu, a także obawy dotyczące wytrzymałości strukturalnej drewnianej konstrukcji, spowodowały że okręt mógł operować jedynie w pobliżu brzegu.

### Napęd
Główny napęd okrętu po zbudowaniu stanowiły żagle. Jako napęd pomocniczy wykorzystano dwa tłokowe silniki parowe, dla których para była wytwarzana w czterech kotłach wodnorurkowych typu Martin. Siłownia generowała moc 950 KM, która przez wał była przekazywana na śrubę napędową. Po przebudowie na monitor, wraz z likwidacją ożaglowania, siłownia stała się jedynym źródłem napędu, nie ulegając jednak większym zmianom. Dodano jedynie piąty kocioł parowy, który produkował parę na rzecz silników pomocniczych napędzających wieże, ster i urządzenia wentylacyjne. Niewielka prędkość maksymalna, która wynosiła 8,8 węzła, a także mała dzielność morska, powodowały że okręt wykorzystywano głównie jako pływającą baterię do ochrony portu.

### Uzbrojenie
„Roanoke” jako fregata żaglowa był uzbrojony w 44 działa Dahlgrena, trzech różnych kalibrów: 203 mm, 229 mm i 254 mm . Po przebudowie na monitor planowano instalację na okręcie czterech wież zaprojektowanych przez Johna Ericssona, identycznych jak na „Monitorze”. Ostatecznie liczbę wież ograniczono do trzech, jednak z grubszym pancerzem jak na monitorach typu Passaic. Zastosowano działa Dahlgrena w dwóch kalibrach 279 mm i 381 mm, używanych też na monitorach rzecznych typu  Neosho i przybrzeżnych typu Canonicus. 
Okręt otrzymał 6 dział umieszczonych w trzech wieżach.  Pierwsza wieża od strony dziobu otrzymała działo 381 mm Dahlgrena i działo 203 mm typu Parrotta. Środkowa wieża posiadała działa 381 mm i 279 mm Dahlgrena. Trzecia wieża, położona bliżej rufy, posiadała działo 279 mm i 203 mm. Wieże zbudowano z 11 warstw płyt pancernych, których łączna grubość dochodziła do 275 mm. Każda wieża ważyła 125 ton. Pełen obrót tylnej wieży trwał około pięciu minut. „Roanoke” był pierwszym w historii okrętem wyposażonym w więcej niż dwie wieże usytuowane w osi symetrii kadłuba.

## Służba

### Fregata żaglowa
USS „Roanoke” wszedł do służby 4 maja 1857 roku, jego pierwszym dowódcą został John B. Montgomery. Okręt został jednostką flagowa Home Squadron, gdzie jego pierwszą misją było deportowanie z Aspinwall do Stanów Zjednoczonych najemnika Williama Walkera i jego współtowarzyszy. Po udanej akcji okręt skierowano do stoczni marynarki wojennej w Bostonie, gdzie wycofano go ze służby 24 września 1857 roku. Ponowne wejście do służby nastąpiło 18 sierpnia 1858 roku. Okręt jako jednostka flagowa Home Squadron stacjonował w rejonie Karaibów, gdzie jego najważniejszą misją był transport japońskiej misji dyplomatycznej z Aspinwall do Waszyngtonu, gdzie miała ratyfikować traktat handlowy pomiędzy Stanami Zjednoczonymi a Japonią. Po zakończonej sukcesem misji okręt wycofano ze służby 12 maja 1860 roku w Hampton Roads.
Po wybuchu wojny secesyjnej okręt ponownie wszedł do służby 20 czerwca 1861 roku. Działając w ramach Eskadry Północnego Atlantyku 13 lipca 1861 roku zniszczył szkuner „Mary”. 15 października 1861 roku wziął udział w zajęciu dwóch szkunerów „Albion” i „Alert” i pomógł w przejęciu statku „Thomas Watson”. 8 marca 1862 roku „Roanoke” przebywał w rejonie Hampton Roads podczas toczonej tam bitwy morskiej, jednak z powodu dużego zanurzenia nie był w stanie wziąć aktywnego udziału w walkach i ograniczył się jedynie do ratowania rozbitków z zatopionych okrętów. Okręt wycofano ze służby 25 marca 1862 roku.

### Monitor
Po przebudowie „Roanoke” wszedł do służby jako monitor 29 czerwca 1863 roku. Ze względu na niedostateczną stateczność na morzu i obawy o wytrzymałość strukturalną kadłuba okręt stacjonował w rejonie Hampton Roads, gdzie do końca wojny secesyjnej ochraniał lokalne porty. Okręt wycofano ze służby 20 czerwca 1865 roku. Ponowne wejście do służby w niepełnym zakresie nastąpiło 13 stycznia 1874 roku. Ostatecznie okręt wycofano ze służby 12 czerwca 1875 roku i sprzedano na złom 27 września 1883 roku.